# Erdődy Edit-díj
Az Erdődy Edit-díj megalapítását az MTA BTK Irodalomtudományi Intézet Modern Magyar Irodalmi Osztálya közösségként 2015-ben határozotta el, hogy az osztály öt évvel korábban elhunyt munkatársának, Erdődy Editnek emléket állítson. A díjat a család egyetértésével évente Erdődy születésnapján, február 7-én ítélik oda.
A díjat az előző év olyan kortárs irodalmi, színházi vagy irodalomtudományi teljesítményeinek elismeréseként adják át, amelyek az Erdődy Edit által képviselt értékeket jelenítik meg, azaz a humor, az irónia, a szatíra, illetve a bevett evidenciákra való elfogulatlan rákérdezés szubverzív eszközével a társadalmi megértés, a szolidaritás és humánum értékeit segítik érvényesülni. A díj Erdődy Edit személyiségére és munkásságára emlékeztető, kéziratait idéző egyedi tárgy, amelyet Szabics Ágnes képzőművész – a névadó lánya – készít, és amelyhez kísérő oklevél is tartozik.

## Díjazottak
- 2015 – Horváth Györgyi: Utazó elméletek: Angolszász politizáló elméletek kelet-európai kontextusban; Budapest, Balassi, 2014.[1][2][3]
- 2016 – Visy Beatrix: Szavakkal körbe: Válogatott tanulmányok, kritikák; Budapest, Magyar Irodalomtörténeti Társaság, 2015.[1]
- 2017 – Bíró-Balogh Tamás: Könyvvel üzenek néked Radnóti Miklós dedikációi; Budapest, Szépmíves Könyvek, 2016.[1]
- 2018 – Zsadányi Edit: „Bazsali, rezeda meg kisasszonycipő”: Kulturális másság feminista kritikai értelmezésben; Balassi Kiadó, Budapest, 2017.[1]
- 2019 –  Szabó Gábor: Történeteink vége. Emlékezés a kortárs magyar irodalomban; Szépmesterségek Alapítvány, Miskolc, 2018.[1]
- 2020 – Kutasy Mercédesz: Párduc márványlapon. Barangolások a latin-amerikai irodalom és művészet határterületein;  Jelenkor Kiadó, Budapest, 2019.[1]
- 2021 – Csehy Zoltán: Arctalanság, arcadás, arcrongálás. Önláttatási stratégiák és diszkurzusretorikák kisebbségi kontextusban; Reciti, Budapest, 2020.[1]
- 2022 – Sári B. László: Mi jön a posztmondernre? Változatok a posztmodern utáni amerikai fikciós prózára; Balassi Kiadó, Budapest, 2021.[1]
- 2023 – Farkas Zsolt: Pozíciók és kompozíciók; K.E.R.T. Kiadó, Budapest, 2022.[1]
- 2024 – Kőrizs Imre: Szárnyalni gyalog. A félhosszú vers poétikája; Szépmesterségek Alapítvány, Miskolc, 2023.[1]
- 2025 – Darvasi Ferenc : Csak hagyjanak békén – Mándy Iván élete és pályája; Osiris Kiadó, Budapest, 2024.[1]